# Sutton kerület
Sutton kerület London egyik külső délnyugati kerülete.

## Fekvése
A kerületet északnyugaton Kingston, északon Merton, keleten Croydon határolja.

## Története
A kerületet 1965 Sutton and Cheam Önkormányzati Kerület, Beddington Önkormányzati Kerület és Carshalton Városi Körzet összevonásával jött létre. Ezt megelőzően ezek a települések Surreyhez tartoztak.

## Népessége
A kerület népessége a korábbiakban az alábbi módon alakult:
| Lakosok száma | 193 600 | 200 100 | 204 525 | 210 053 |
|               | 2012    | 2015    | 2018    | 2022    |

## Körzetei
- Beddington
- Beddington Corner
- Belmont
- Benhilton
- Carshalton
- Carshalton Beeches
- Carshalton on the Hill
- Cheam
- Hackbridge
- Little Woodcote
- North Cheam
- Rosehill
- St. Helier
- South Beddington
- Sutton
- The Wrythe
- Wallington
- Worcester Park